# Schönebeck (district)
Districtul Schönebeck a fost un Kreis în landul Saxonia-Anhalt, la data de 1 iulie 2007, Salzland (district) a preluat districtele Ascherleben, Bernburg și Schönebeck. 
1. ↑  Bundesgesetzblatt, 27 septembrie 2004, p. 2350